# Hama (província)
O Distrito de Hama (em árabe: مُحافظة حماه) é um dos quatorze distritos (muhafazat) da Síria. Está situado na porção centro-ocidental do país, e sua área não está completamente estabelecida. Os dados variam de 8.844 km² a 8.883 km². O distrito possui uma população de 1.491.000 habitantes (estimativa de 2007). A capital é Hama.

## Subdistritos
- As-Suqaylabiyah
- Hama
- Masyaf
- Muhardeh
- Salamia